# Chirocentrodon
Chirocentrodon is een monotypisch geslacht van straalvinnige vissen uit de familie van haringen (Clupeidae).

## Soort
- Chirocentrodon bleekerianus (Poey, 1867)